# Peotoxus bacchusi
Peotoxus bacchusi är en skalbaggsart som beskrevs av Jan Krikken 1983. Peotoxus bacchusi ingår i släktet Peotoxus och familjen Cetoniidae. Inga underarter finns listade i Catalogue of Life.